# Stertinius kumadai
Stertinius kumadai is een spinnensoort in de taxonomische indeling van de springspinnen (Salticidae).
Het dier behoort tot het geslacht Stertinius. De wetenschappelijke naam van de soort werd voor het eerst geldig gepubliceerd in 1997 door Dmitri Viktorovich Logunov, Ikeda & Ono.